# Goma de borrar

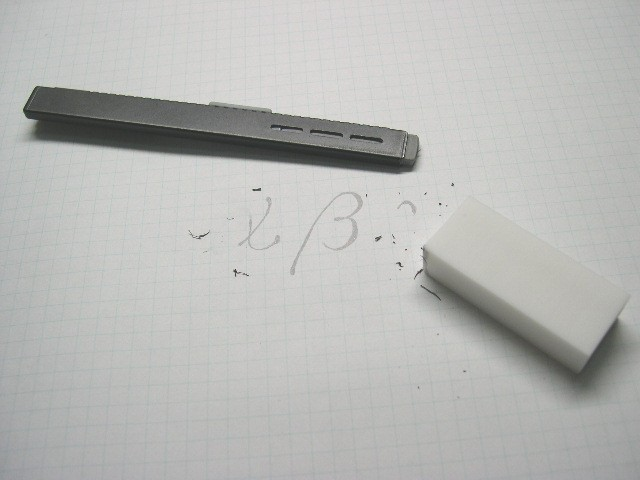
Goma de borrar plástica

Una goma de borrar, también llamada borrador o simplemente goma, es un instrumento de mano o útil de dibujo cuya finalidad es eliminar trazos generalmente de lápiz sobre papel, cartón o cartulina, aunque también se pueden utilizar con bolígrafos borrables (por ejemplo, pergamino o vitela). Ya en 1770, el famoso óptico y fabricante de diferentes instrumentos científicos, Edward Nairne, describió una goma natural para borrar marcas hechas con lápiz. Es muy común usarla hoy en día y es uno de los principales materiales en escuelas y oficinas.
Las gomas de borrar o borradores, tienen una consistencia gomosa y vienen en una variedad de formas, tamaños y colores. Algunas contienen materiales plásticos como el titinilio, plástico extraído del tratamiento del titanio y vinilo. Ciertos lápices poseen goma de borrar en un extremo. Existen gomas con extracto de plastilina para dibujo técnico, su materia prima es extraída de la arcilla la cual se usa para hacer plastilina. Entre los tipos de goma de borrar existen: goma moldeable con base de plastilina, goma de caucho, goma de base marfil, goma de plástico duro y la goma de borrar tinta, aunque no todos los tipos de tinta. El término también se utiliza para designar los objetos que eliminan las marcas de las pizarras blancas y de tiza.

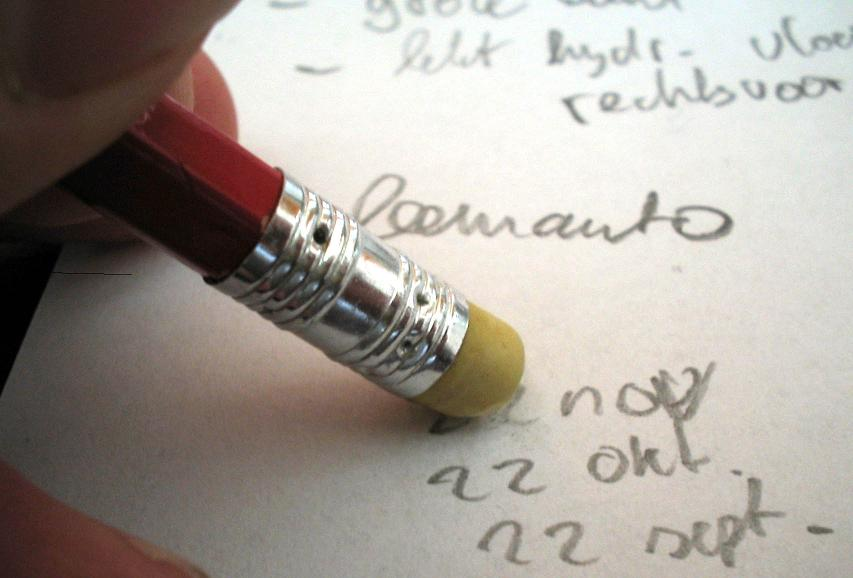
Goma de borrar incorporada a un lápiz
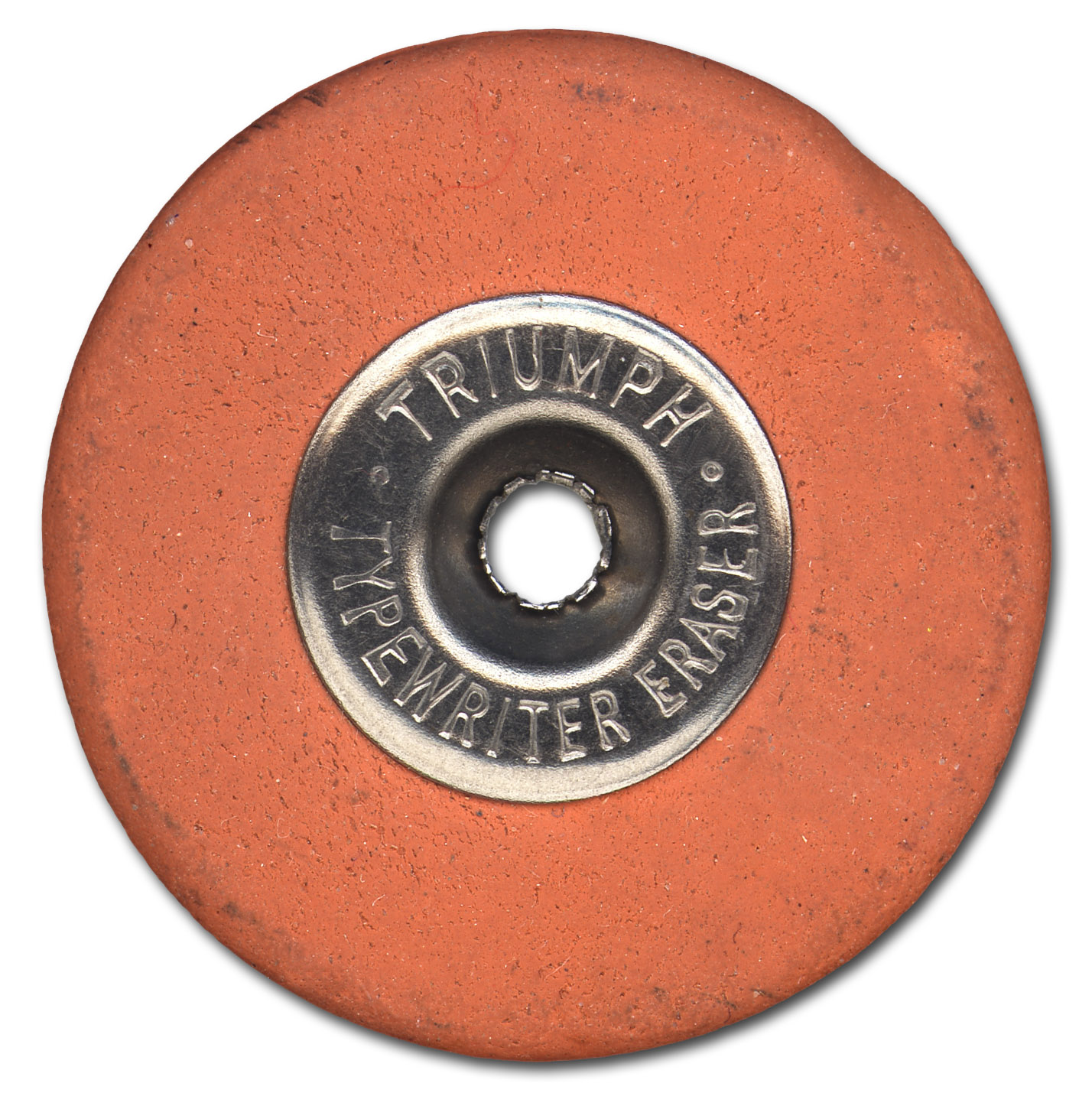
Goma de borrar en forma de disco y estrecha, para máquina de escribir (1960)
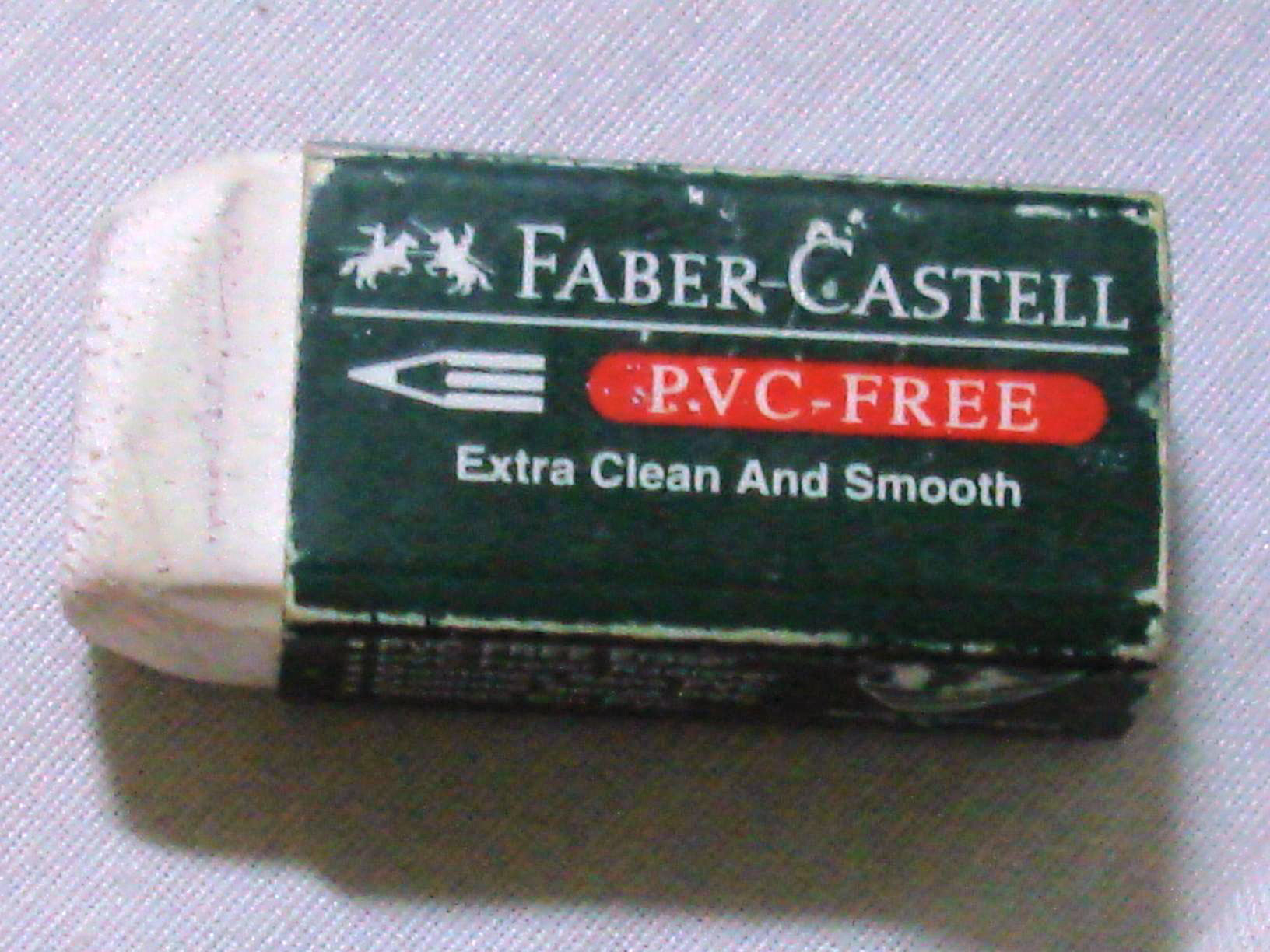
Goma de borrar con funda

## Historia

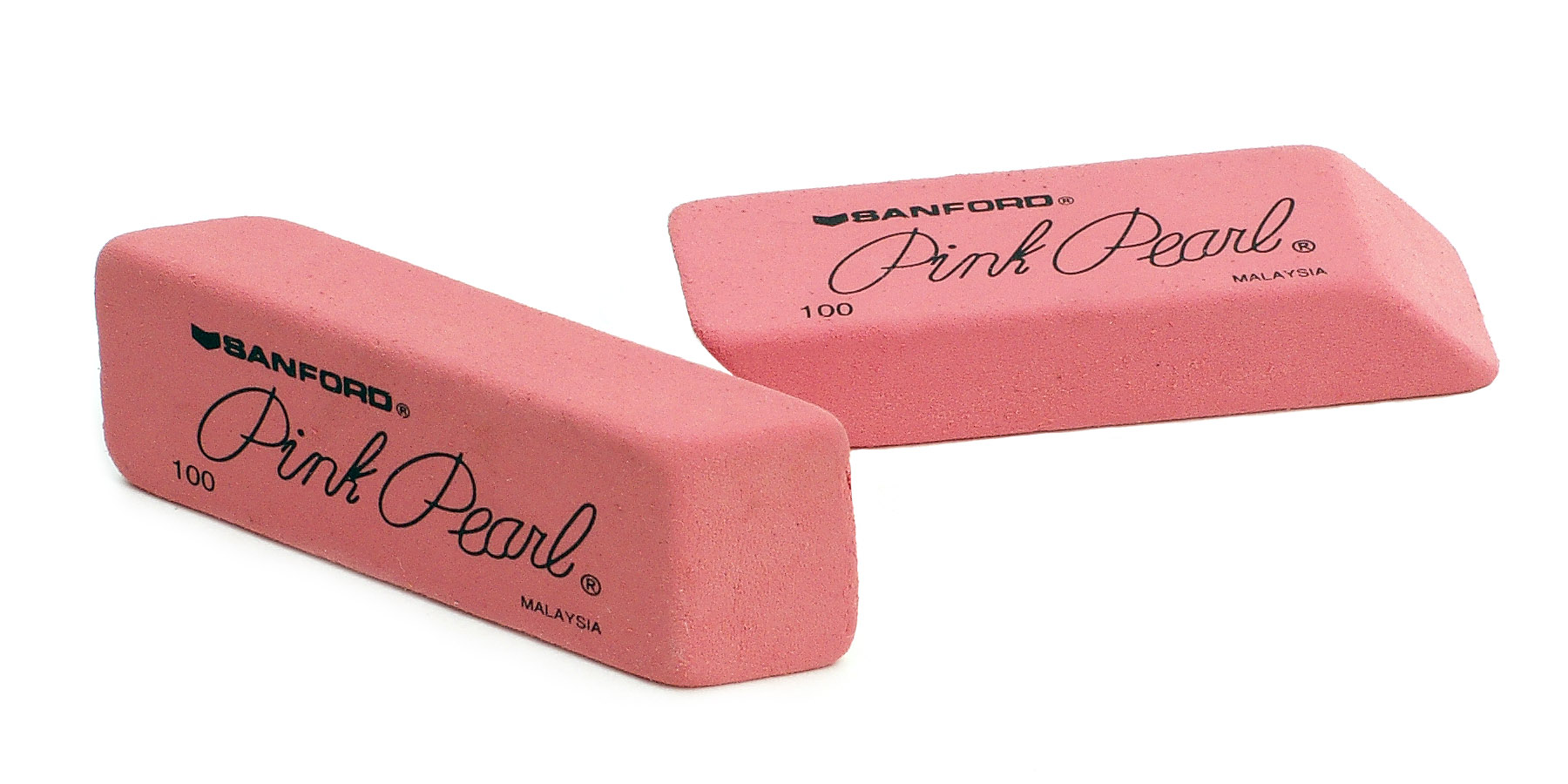
Goma de borrar para lápiz

Uso de una goma de borrar

Antes de los borradores de goma, se usaban tabletas de cera para borrar las marcas de grafito o carbón del papel. Se utilizaron trozos de piedra en bruto, como piedra arenisca o piedra pómez, para eliminar pequeños errores de los documentos de pergamino o papiro escritos con tinta. Se utilizó pan sin corteza; un estudiante de Tokio del período Meiji (1868-1912) menciona: Se usaban borradores de pan en lugar de borradores de goma, por lo que nos los daban sin restricción en la cantidad. Así que no pensamos en tomarlos y comer una parte firme para satisfacer al menos ligeramente nuestro hambre.
En 1770, se informa que el ingeniero inglés Edward Nairne desarrolló la primera goma de borrar ampliamente comercializada para un concurso de invenciones. Hasta ese momento, el material se conocía como goma elástica o por su nombre nativo caucho. Nairne vendía borradores de caucho natural por el alto precio de tres chelines por cubo de media pulgada. Según Nairne, inadvertidamente tomó un trozo de goma en lugar de migas de pan, descubrió las propiedades de borrado de la goma y comenzó a vender borradores de goma. La invención fue descrita por Joseph Priestleyel 15 de abril de 1770, en una nota a pie de página: He visto una sustancia excelentemente adaptada al propósito de limpiar del papel la marca del lápiz de grafito negro [...] Es vendida por el Sr. Nairne, Mathematical Instrument-Maker, frente al Royal-Exchange. En 1770, la palabra goma era de uso general para cualquier objeto utilizado para frotar; la palabra se incorporó al nuevo material en algún momento entre 1770 y 1778.
Sin embargo, el caucho crudo era perecedero. En 1839, Charles Goodyear descubrió el proceso de vulcanización, un método que curaría el caucho y lo haría duradero. Los borradores de goma se hicieron comunes con el advenimiento de la vulcanización. Goodyear calentó sobre una estufa una mezcla de azufre y caucho, de modo que se endurecía y se volvía menos pegajosa, sin perder elasticidad.
El 30 de marzo de 1858, Hymen Lipman de Filadelfia, Estados Unidos, Recibió la primera patente para colocar una goma de borrar en la punta de un lápiz. Más tarde fue invalidado porque se determinó que era simplemente una combinación de dos dispositivos en lugar de un producto completamente nuevo.
Los borradores pueden ser bloques independientes (borrador de bloque y de cuña) o tapas cónicas que se pueden deslizar en el extremo de un lápiz (borrador de tapas). Una goma de borrar de barril o clic es un dispositivo con forma de lápiz, pero en lugar de estar lleno de mina de lápiz , su barril contiene un cilindro retráctil de material de goma de borrar (más comúnmente vinilo blando). Muchos, pero no todos, los lápices de madera están hechos con borradores adjuntos. Las gomas de borrar novedosas hechas con formas que pretenden ser divertidas a menudo están hechas de vinilo duro, que tiende a manchar marcas gruesas cuando se usa como goma de borrar.

## Tipos

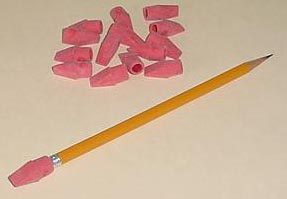
Lápiz con goma de borrar adosada

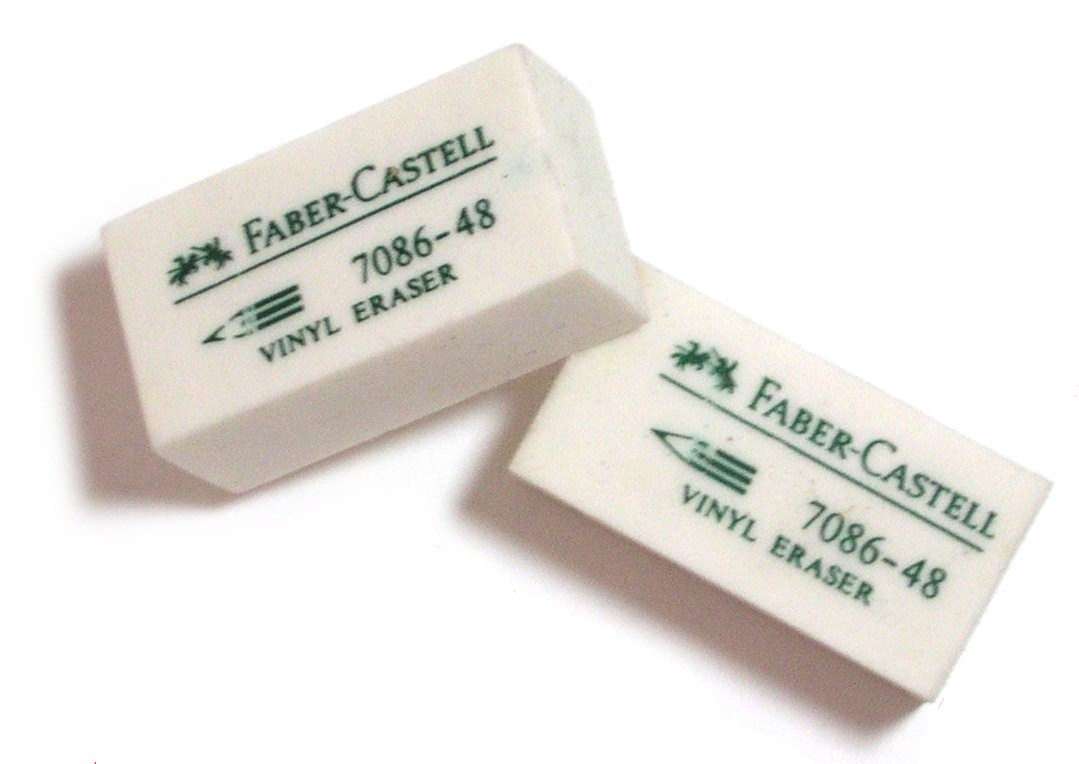
Goma de borrar de vinilo

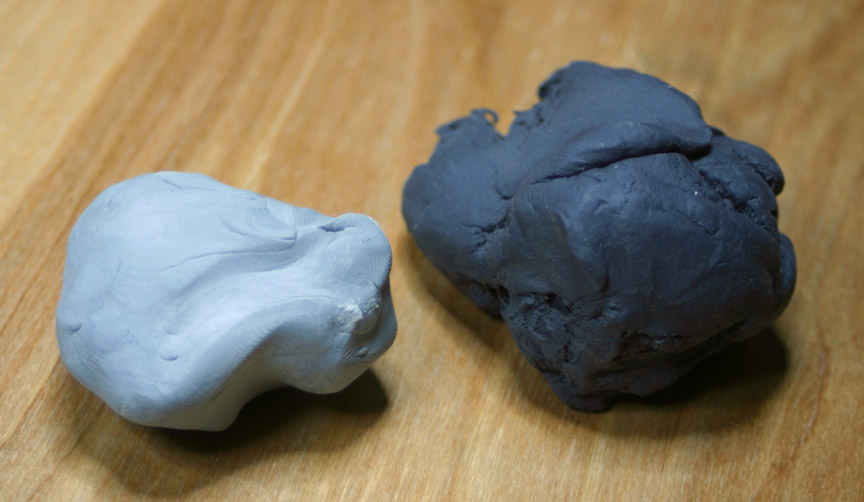
Dos gomas de borrar de masilla. A la izquierda hay un borrador nuevo, y a la derecha uno ya agotado. El borrador agotado es oscuro a causa del grafito y polvo de carbón que ha ido incorporando.

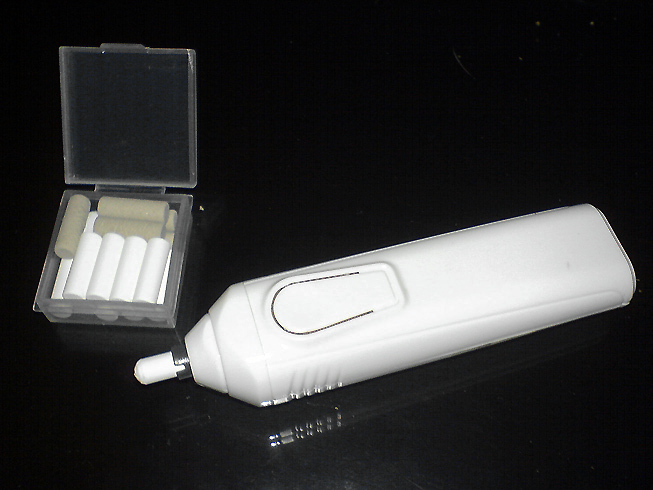
Borrador eléctrico con cabezas de borrado reemplazables

### Goma de borrar de lápiz
Originalmente hecho de caucho natural, pero ahora generalmente al ser más barato, contiene elementos de partículas minerales y un abrasivo como la piedra pómez con un plastificante como el aceite vegetal. Son relativamente duros (para permanecer adheridos al lápiz) y con frecuencia se tiñen de rosa.

### Goma de borrar del artista
La palabra estilizada «goma de artista» se utilizó por primera vez en 1903 y se registró como marca registrada en Estados Unidos. En 1907. Ese tipo de goma de borrar se hizo originalmente a partir de aceites como el aceite de maíz vulcanizado con dicloruro de azufre aunque ahora puede estar hecho de caucho natural o sintético o compuestos de vinilo. Es muy suave pero conserva su forma y no es plástico mecánicamente, pero se desmorona a medida que se usa. Es especialmente adecuado para limpiar grandes áreas sin dañar el papel. Sin embargo, son tan suaves que su uso resulta impreciso. El grafito eliminado se lleva a las migajas, dejando la goma de borrar limpia, pero dando como resultado una gran cantidad de residuos de goma de borrar. Este residuo debe limpiarse con cuidado, ya que las partículas de goma de borrar están recubiertas de grafito y pueden dejar nuevas marcas. Los borradores de goma de mascar son tradicionalmente de color tostado o marrón, pero algunos son azules.

### Gomas de borrar de vinilo
Las gomas de borrar de vinilo plastificado de alta calidad u otros borradores de «plástico», originalmente con la marca registrada Mylar a mediados del siglo XX, son más suaves, no abrasivos y dejan una superficie más limpia que las gomas de borrar estándar. Esto se debe a que el grafito eliminado no permanece en la goma de borrar como si sucede en los elementos hechos de goma, sino que se absorbe en los restos de vinilo desechados. Al ser más suaves y no abrasivos, es menos probable que dañen el lienzo o el papel. Los ingenieros prefieren este tipo de borrador para trabajar en dibujos técnicos debido a su delicadeza sobre el papel con menos manchas en las áreas circundantes. A menudo vienen en blanco y se pueden encontrar en una variedad de formas. Más recientemente, se fabrican borradores de muy bajo costo a partir de compuestos de vinilo altamente plastificados y se hacen con formas decorativas.

### Gomas de borrar de masilla
Las gomas de borrar de masilla tienen una consistencia plástica y son comunes en el juego de herramientas estándar de la mayoría de los artistas. Se pueden colocar en un punto para borrar áreas pequeñas y borrar detalles ajustados, moldear en una superficie texturizada y usarse como un sello inverso para dar textura, o usarse en una forma de «borrado» para aclarar líneas o sombrear sin borrarlas por completo. Pierden gradualmente su eficacia y resistencia a medida que se infunden con partículas recogidas del borrado y de su entorno. No son adecuados para borrar grandes áreas debido a su tendencia a deformarse bajo un borrado vigoroso.

### Masilla para carteles
Esta masilla blanda y maleable, que se vende comúnmente en tiendas minoristas con útiles escolares y productos para el mejoramiento del hogar, se presenta en muchos colores y bajo numerosas marcas. Diseñada para adherir carteles e impresiones a las paredes sin dañar la superficie de la pared subyacente, la masilla para carteles funciona de manera muy similar a los borradores de masilla tradicionales, pero con una mayor adherencia y, en algunas circunstancias, con fuerza de elevación. La masilla para carteles no borra sino que aclara la superficie al extraer directamente partículas de grafito, carbón o pastel de un dibujo. En este sentido, la masilla para carteles no mancha ni daña el trabajo en el proceso. Al tocar repetidamente un dibujo con la masilla, se libera cada vez más medio, aligerando gradualmente el trabajo de manera controlada. La masilla para carteles se puede moldear en puntos finos o bordes de cuchillo, lo que la hace ideal para áreas de trabajo pequeñas o detalladas. Se puede enrollar sobre una superficie para crear texturas visuales. La masilla para carteles pierde su eficacia con el uso y se vuelve menos pegajosa a medida que el material crece contaminado con desechos y aceites de la piel del usuario.

### Borradores eléctricos
El borrador eléctrico fue inventado en 1932 por Arthur Dremel de Racine, Wisconsin (Estados Unidos). Utilizaba un cilindro reemplazable de material de borrador sostenido por un mandril accionado sobre el eje de un motor. La velocidad de rotación permitió utilizar menos presión, lo que minimizó el daño del papel. Originalmente se usó goma de borrar de lápiz estándar, luego reemplazada por vinilo de mayor rendimiento. Dremel pasó a desarrollar una línea completa de herramientas eléctricas rotativas portátiles.

### Gomas de borrar de fibra de vidrio
Se puede usar un borrador de fibra de vidrio, un haz de fibras de vidrio muy finas, para borrar y otras tareas que requieren abrasión. Por lo general, el borrador es un dispositivo en forma de bolígrafo con un inserto reemplazable con fibras de vidrio, que se desgastan con el uso. Las fibras son muy duras; Además de eliminar las marcas de lápiz y bolígrafo, estos borradores se utilizan para limpiar rastros en las placas de circuitos electrónicos para facilitar la soldadura, la eliminación de óxido y muchas otras aplicaciones. Como ejemplo de un uso inusual, se utilizó una goma de borrar de fibra de vidrio para preparar un fósil de pterosaurio incrustado en una piedra caliza muy dura y maciza. Debido a que los borradores de fibra de vidrio arrojan polvo de fibra de vidrio cuando se usan, se debe tener cuidado durante y después del uso para evitar la contaminación accidental con este polvo abrasivo en áreas sensibles del cuerpo, especialmente en los ojos.

## Fabricación
Las gomas de borrar generalmente se componen de tres sustancias: caucho sulfurado, aceite vegetal y masillas que permiten ajustar el estado de la superficie y el poder abrasivo y colorear el material.
La masa amasada se elabora con látex que queda suave y ligeramente pegajoso. No es abrasivo, pero incorpora partículas a su masa.
Su forma clásica es de paralelepípedo con bordes más o menos redondeados, hasta el punto de parecerse a un guijarro, y su color blanquecino.
Hoy en día, muchos borradores suaves y sin abrasivos están hechos de cloruro de polivinilo u otros materiales plásticos blancos.
La goma de los borradores de tinta es más dura y está cargada de piedra pómez. La tinta impregna el papel, no puede desprenderse y la capa superficial del papel debe quedar reducida a polvo. Para obtener, con la misma fuerza de apoyo, una mayor presión sobre el papel, se reduce la superficie de contacto. Para borrar la tinta grasosa depositada por la cinta de las antiguas máquinas de escribir, los fabricantes ofrecían gomas de borrar en forma de disco, del grosor de un carácter. Podían montarse, por su eje, sobre un mango, o simplemente sostenerse en la mano.
Hay gomas de borrar en dos colores, azul y rosa. La parte abrasiva azul se utiliza para borrar la tinta.
Hoy en día, se encuentran disponibles muchas formas (animales, vegetales, personajes, partes del cuerpo, etc.) y muchos colores.
La goma de borrar también puede presentarse en forma de lápiz en el que la mina de grafito se sustituye por un cilindro de goma de borrar.

### Otros
Los borradores de pizarra de fieltro o los plumeros de pizarra se utilizan para borrar las marcas de tiza en una pizarra. La escritura con tiza deja partículas de colores claros que se adhieren débilmente a una superficie oscura (por ejemplo, blanco sobre negro o amarillo sobre verde); se puede frotar con un material suave, como un trapo. Los borradores para pizarras se fabrican con un bloque de plástico o madera, mucho más grande que un borrador para bolígrafo o lápiz, con una capa de fieltro en un lado. El bloque se sostiene en la mano y el fieltro se frota contra la escritura, que se borra fácilmente. Se libera polvo de tiza, parte del cual se adhiere al borrador hasta que se limpia, generalmente al golpearlo contra una superficie dura.
Se utilizan varios tipos de borradores, según la pizarra y el tipo de tinta utilizada, para borrar una pizarra blanca.
Los borradores especiales que se suministran con algunos bolígrafos y marcadores permanentes están destinados únicamente a borrar la tinta del instrumento de escritura para el que están hechos; a veces esto se hace haciendo que la tinta se adhiera más fuertemente al material de un borrador que a la superficie a la que se aplicó.
La corrección líquida y la cinta correctora ofrecen una alternativa al borrador para eliminar la tinta.
El ordenador permite borrar sin dejar rastro; pero el icono del borrador se usa en un software gráfico para indicar la función que restaura, más o menos gradualmente, el color del fondo.